# لانتانا سويقية
لانتانا سويقية (الاسم العلمي: Lantana peduncularis) هي نوع نباتي يتبع جنس اللانتانا من فصيلة اللويزية.